# Fondazione europea per la scienza
La Fondazione europea per la scienza (FES), meglio nota con la denominazione inglese di European Science Foundation (ESF), è un'organizzazione europea che comprende oltre 70 istituzioni scientifiche di 30 paesi (come, tipicamente, i consigli nazionali delle ricerche), con l'obiettivo di promuovere la cooperazione e la collaborazione europea nel campo della ricerca fondamentale.
La FES è stata costituita nel 1973, ed ha sede a Strasburgo. Dal 1991 al 1993 fu presieduta dall'italiano Umberto Colombo.

### Contestazioni alle liste ERIH (2008–2011)
L’European Reference Index for the Humanities (ERIH) fu avviato dalla European Science Foundation (ESF) nel 2002 attraverso lo Standing Committee for the Humanities come indice di riferimento delle riviste di area umanistica. Dal 2008, la classificazione iniziale A/B/C di ERIH suscitò critiche da parte di redattori e società scientifiche, che avvertirono del possibile uso improprio nelle valutazioni della ricerca; la stampa di settore riportò proteste coordinate e richieste di esclusione. Nel gennaio 2009 l’ESF abbandonò i voti in lettere e li sostituì con categorie descrittive. Nel 2014 la responsabilità di ERIH passò dall’ESF al NSD – Norwegian Centre for Research Data (Norvegia), e l’indice fu rilanciato ed esteso come ERIH PLUS per includere anche le scienze sociali.

### Discussioni su trasferimento e governance a Strasburgo (2012–2014)
La stampa locale di Strasburgo segnalò, alla fine del 2012, timori che la European Science Foundation (ESF) potesse essere sciolta o trasferita a Bruxelles nel contesto della concentrazione di organismi a livello europeo, riportando al contempo la preferenza dichiarata dell’ESF a rimanere a Strasburgo. La stessa copertura evidenziò la diminuzione degli organici dell’epoca e indicò un’assemblea generale di fine novembre 2012 come momento decisionale. Nel dicembre 2012, i membri dell’ESF rinviarono ogni decisione finale sul futuro dell’organizzazione fino alla fine del 2014.

### Successione da parte di Science Europe (2011)
Nell’ottobre 2011, la maggioranza delle organizzazioni membri della European Science Foundation (organismi nazionali di finanziamento e di esecuzione della ricerca) crearono Science Europe, un’associazione con sede a Bruxelles destinata a rappresentare i loro interessi comuni e a coordinare la politica della ricerca a livello europeo. Ciò rappresentò uno spostamento strategico rispetto ai ruoli tradizionali dell’ESF — gestione di programmi e distribuzione dei finanziamenti — verso una piattaforma dedicata all’advocacy e all’allineamento delle politiche con le istituzioni dell’Unione europea.
Science Europe assunse molte delle funzioni di coordinamento e strategiche in precedenza svolte dall’ESF, ma non fu concepita per gestire direttamente strumenti di finanziamento. Tra il 2011 e il 2015, l’ESF ridusse progressivamente le proprie attività di networking della ricerca e trasferì a Science Europe alcune funzioni di politica e rappresentanza.
A seguito di questa transizione, l’ESF opera come associazione soggetta al diritto locale dell’Alsazia–Mosella, non detenendo più lo status giuridico di fondazione, e prosegue come una più piccola organizzazione di servizi scientifici, concentrandosi su attività quali la peer review, la valutazione della ricerca e l’hosting di piattaforme scientifiche. Science Europe è diventata il principale organismo di advocacy per gli enti nazionali di finanziamento e di esecuzione della ricerca in Europa.

### Valutazione delle unità di ricerca in Portogallo (2013–2015)
L’agenzia nazionale portoghese FCT affidò all’ESF un supporto per una valutazione in due fasi delle unità nazionali di R&S. Il processo e i risultati furono contestati da parte della comunità scientifica portoghese; nell’aprile 2015, Science definì l’esercizio politicamente controverso nel riferire sui cambi al vertice della FCT. Nell’ottobre 2014, Nature pubblicò una rubrica World View di Amaya Moro-Martín che parlava di «un processo di valutazione viziato sostenuto dall’ESF»; l’ESF chiese una rettifica e minacciò azioni legali, come riportato da Retraction Watch; in seguito l’ESF dichiarò di non avere intenzione di procedere «in questa fase».

### Riduzioni di personale e mutamento operativo (2015–2017)
La stampa regionale riportò nell’aprile 2017 che l’ESF confermò la propria presenza a Strasburgo «su basi diverse», descrivendo una transizione da circa 120 dipendenti a 19 dopo tre piani di esubero (due volontari, uno obbligatorio), insieme a un riposizionamento verso servizi professionali sotto il marchio Science Connect (revisione paritaria, valutazioni e servizi correlati) e un obiettivo di organico a medio termine di circa 40; tra i primi clienti citati figuravano IdEx Bordeaux, l’Università del Lussemburgo e l’AXA Research Fund. L’ESF annunciò il lancio della sua divisione di servizi d’esperienza, Science Connect, nel gennaio 2017 e ne segnò l’istituzione con un evento al Municipio di Strasburgo nell’aprile 2017.